# 8731 Тедзіма
8731 Тедзіма (8731 Tejima) — астероїд головного поясу, відкритий 19 листопада 1996 року.
Тіссеранів параметр щодо Юпітера — 3,564.
Названо на честь Тедзіми (яп. てじま(手島) тедзіма).